# Rubem Alves
Rubem Azevedo Alves (* 15. September 1933 in Boa Esperança, Minas Gerais; † 19. Juli 2014 in Campinas, São Paulo) war ein brasilianischer reformierter, später lutherischer Theologe, Philosoph, Psychoanalytiker, Autor und Hochschullehrer. Er gilt mit Gustavo Gutierrez, Lucio Gera und Leonardo Boff als Vordenker der Befreiungstheologie.

## Leben
Rubem Alves studierte Theologie am Seminário Teológico Presbiteriano do Sul in Campinas (Bachelor 1957) und am Union Theological Seminary in New York (Master of Divinity 1964). Nach seiner Rückkehr nach Brasilien arbeitete er als Pfarrer. Aufgrund seiner befreiungstheologisch ausgerichteten Predigten kam es schon bald zu Spannungen mit der Kirchenleitung der Igreja Presbiteriana do Brasil, der Presbyterianischen Kirche Brasiliens, die ihm eine lange Liste „irreführender Lehren“ vorhielt. 1969 wurde er mit der Arbeit Eine Theorie der menschlichen Hoffnung am Princeton Theological Seminary, Princeton, New Jersey, promoviert (PhD 1968). In São Paulo besuchte er Kurse in Psychoanalytik. Aus Protest gegen deren „apolitische“ Haltung gegenüber der brasilianischen Militärdiktatur trat Alves aus der Presbyterianischen Kirche aus und der lutherischen Kirche bei. 1969 wurde er Assistenzprofessor für Sozialphilosophie in Rio Claro, einem der Standorte der späteren Universidade Estadual Paulista, 1974 Philosophieprofessor an der Universidade Estadual de Campinas UNICAMP in Campinas. Später unterrichtete er u. a. an der University of Birmingham.
Alves gehörte dem befreiungstheologischen Studien- und Diskussionskreis „Iglesia y Sociedad en América Latina“ (ISAL) an sowie der Kommission für Glauben und Kirchenverfassung des Weltkirchenrates. Er veröffentlichte über 120 Bücher zur Philosophie, Pädagogik, Kinderliteratur und Theologie.

## Ausgewählte Schriften: Bücher in deutscher Übersetzung
- Ich glaube an die Auferstehung des Leibes. Patmos, Düsseldorf 1983. ISBN 3-491-72129-6.
- Was ist Religion? Pendo, Zürich 1985. ISBN 3-85842-099-9.
- Der Wind weht, wo er will. Brasilianische Meditationen. Patmos, Düsseldorf 1985. ISBN 3-491-72149-0.
- Vater unser. Patmos, Düsseldorf 1988. ISBN 3-491-72199-7.